# Wim Blockmans
Willem Pieter (Wim) Blockmans (Antwerpen, 26 mei 1945) is een Belgisch historicus en voormalig hoogleraar middeleeuwse geschiedenis aan de Universiteit Leiden. Hij publiceert voornamelijk over de laatmiddeleeuwse en vroegmoderne tijd.
Blockmans studeerde geschiedenis aan de Universiteit van Gent, waar hij in 1973 promoveerde op een proefschrift over burgers en politiek in Vlaanderen in de late Middeleeuwen. Na zijn afstuderen werkte hij aan de Universiteit van Gent en aan de Erasmus Universiteit Rotterdam. In 1987 werd hij hoogleraar Middeleeuwse geschiedenis aan de Universiteit Leiden. Hij werd in september 2002 tevens rector van het Netherlands Institute for Advanced Study. In september 2010 nam hij als hoogleraar afscheid van de Universiteit Leiden.
Blockmans is lid van de British Academy, de Royal Historical Society, de Academia Europaea en de Koninklijke Nederlandse Akademie van Wetenschappen. Ook is hij buitenlands lid van de Koninklijke Vlaamse Academie van België voor Wetenschappen en Kunsten en van het Deutsche Gesellschaft für Verfassungsgeschichte.

## Publicaties, een selectie
- 1971. Handelingen van de leden en van de Staten van Vlaanderen : excerpten uit de rekeningen van de Vlaamse steden en kasselrijen en van de vorstelijke ambtenaren. Brussel : Koninklijke Commissie voor Geschiedenis
- 1978. Veranderende samenlevingen : de Europese expansie in historisch perspektief. Kapellen [Antwerpen] : De Sikkel
- 1978. De volksvertegenwoordiging in Vlaanderen (1384-1506). Brussels
- 1986. The Burgundian Netherlands. Met Walter Prevenier. Antwerpen : Mercatorfonds
- 1994. Cities and the Rise of States in Europe, A.D. 1000-1800. Red. met Ch. Tilly. Boulder: Westview
- 1995-99. Origins of the Modern State in Europe, 13th to 18th Century. 7 delen. Eindred. Oxford: Clarendon Press
- 1999. Showing Status. Representation of Social Positions in the Late Medieval Low Countries. Red. met A. Janse. Turnhout: Brepols
- 2002. Emperor Charles V 1500-1558. Londen.
- 2002. Eeuwen des onderscheids. Een geschiedenis van middeleeuws Europa, (samen met Peter Hoppenbrouwers), Amsterdam, compleet herziene editie, 2016.
- 2010. Metropolen aan de Noordzee. Geschiedenis van Nederland, 1100-1555. Amsterdam: Prometheus
- 2020. Medezeggenschap. Politieke participatie in Europa vóór 1800. Amsterdam: Prometheus